# Couvent Notre-Dame des Ardilliers
Le Couvent Notre-Dame des Ardilliers se trouve à Saumur.
Ce monument fait l’objet d’un classement au titre des monuments historiques depuis 1940.